# Gilde- und Hochzeitshaus (Hofgeismar)

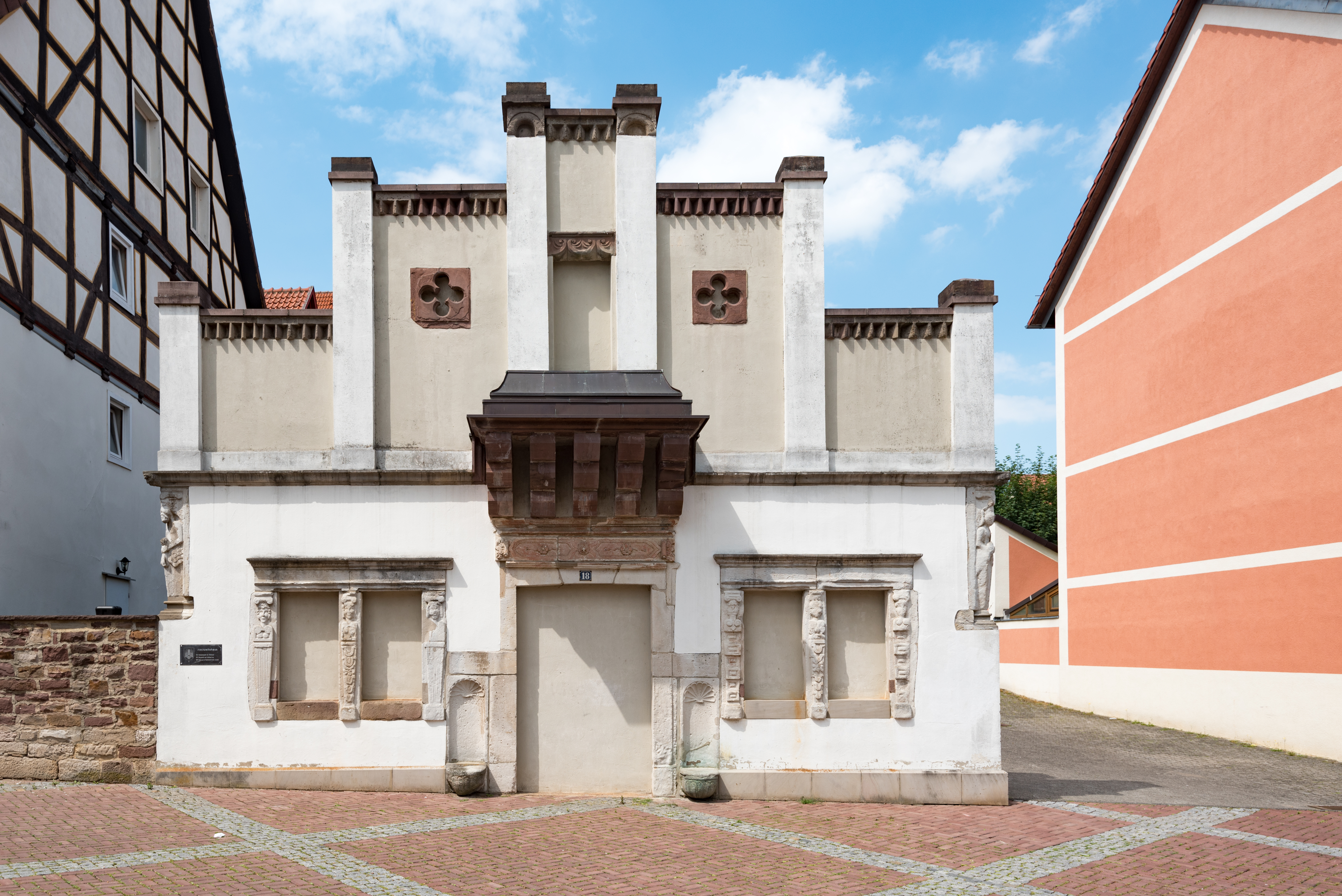
Gilde- und Hochzeitshaus in Hofgeismar (2019)

Das ehemalige Gilde- und Hochzeitshaus in Hofgeismar, einer Stadt im Landkreis Kassel in Nordhessen, wurde 1620 errichtet und nach einem Brand im Jahr 1850 restauriert. Die erhaltene Fassade des Gilde- und Hochzeitshauses an der Farbestraße 1 ist ein geschütztes Kulturdenkmal.
Der mittige Eingang mit einem skulptierten Sturz wird von zwei flachen Figurennischen mit Konsolen und Muschelabschluss flankiert. Die zwei rechteckigen Zwillingsfenster mit Pfosten, die als Kandelaber gestaltet sind, werden von profilierten Sturzbalken mit Eierstab und Karnies abgeschlossen. 
An den Gebäudeecken sind skulptierte Säulenfiguren zu sehen. Der Treppengiebel mit Lisenengliederung wird oben von einem Zahnschnittfries abgeschlossen. Der Balkon ruht auf mächtigen Kragsteinen. 
Im Zusammenhang mit dem Hessentag 1978 wurde das Gebäude im Stil der Spätrenaissance abgebrochen und an die erhaltene Straßenfassade eine Garage angebaut.